# 意外 (2009年電影)
《意外》，前名《暗殺》，是香港導演鄭保瑞於2009年拍攝的懸疑電影，由杜琪峯監製，古天樂和任賢齊领衔主演。
本片為第66屆威尼斯影展參賽作品，並於第53屆亞太影展頒獎典禮獲得「最佳電影劇本」獎項。本片更被翻拍成韓國電影，於2024年5月29日在韓國上映。

## 剧情
電影一開始，一名三合會長老在一場看似意外的事故中喪生。然而，隨後揭露這名男子實際上是被謀殺的，而這場所謂的「意外」是由一個團伙精心策劃的。這個團伙由「大腦」( 古天樂飾 ) 帶領，另外有三名稱為「阿伯」 ( 馮淬帆飾 )、「女人」 ( 葉璇飾 ) 和「肥佬」( 林雪飾 ) 的成員。他們專門設計各種精密的謀殺計畫，使被殺者看起來像死於意外。 
「阿伯」在謀殺三合會長老的行動中，不小心在現場留下了一個煙蒂，被「大腦」發現後，兩人發生了爭執。「阿伯」隨後發誓要戒菸。
接著，團伙接到一個委託，一名兒子想要謀殺自己的父親，可能是為了獲得保險金。團伙發現兒子每日都會帶行動不便的父親坐著輪椅橫過電車路軌，於是設計令父親橫過電車軌時意外觸電死亡，但這設計一定要在下雨天才能成功。他們多次嘗試執行計劃，但因為父親橫過電車軌時沒有下雨而失敗。在一次執行過程中，「阿伯」忘記了他曾發誓要戒菸，並再次抽起煙來，顯示出他開始出現阿茲海默症的徵兆。然而這時正下著大雨，「大腦」決定繼續執行計劃。儘管「阿伯」忘記了他的任務，謀殺計劃還是成功了。
然而，出乎意料的是，在謀殺行動結束後，一輛巴士突然失控，差點撞上「大腦」。「大腦」勉強避開了巴士，但巴士卻撞倒了「肥佬」，「肥佬」最終傷重死亡。為免身份被揭穿，「大腦」在「肥佬」死前拿走了他的隨身物品及通訊裝置，「肥佬」在臨死前詢問「大腦」這場事故是否真的是意外。「大腦」隨後回到家中，發現警察來到他的寓所，原來包括「大腦」寓所在內，「大腦」所住的住宅大廈多個單位被賊人連環爆竊。「大腦」卻堅信巴士意外與爆竊案都是一早有人設計好，裝成意外去對付他，如他們以往所作的一樣。
「大腦」此時立即中斷與「女人」和「阿伯」的聯繫，第二天跟蹤委託他們殺父的兒子，到一間保險公司，並從保險公司窗外窺視到他與一名保險業務員 ( 任賢齊飾 ) 爭論，似乎在討論金錢問題，這讓「大腦」懷疑這名保險業務員與巴士事故有關。
「大腦」於是跟蹤這名保險業務員，得知他的住址後，租住了保險業務員住所樓下的一個單位，並偷入保險業務員住所內安裝竊聽器，開始對他進行秘密監視。某天，「大腦」正在監視在公司工作的保險業務員時，見到兒子再次與保險業務員見面，期間情緒激動。兒子離開保險公司後，「大腦」跟蹤他到了一個停車場，看到兒子將一袋現金放進停車場一部車輛後離開，同時亦見停車場內的閉路電視鏡頭被氫氣球遮蔽，這正是他們團伙慣常的接收報酬方法。這時「女人」走進該汽車上打算將車駛走，顯示她正是接收報酬。然而，團伙一向只由「肥佬」負責接觸客戶，「女人」一向不知客戶身份。「大腦」立即致電質問「女人」，「女人」解釋是「肥佬」之前告訴她客戶的身份及聯絡方法，但「大腦」懷疑她背叛了他，更懷疑巴士意外及爆竊都是「女人」所為，於是殺死了她並拿走了錢。「大腦」離開停車場，走在路上時，看到兒子從保險公司所在的大樓屋頂墜落身亡，「大腦」懷疑是那名保險業務員殺人滅口，故日以繼夜監聽保險業務員電話中所有對話。
「大腦」在街頭找到「阿伯」，發現「阿伯」阿茲海默症的病情越來越嚴重，甚至連自己有沒有服藥也記不清。「大腦」於是安置「阿伯」到一個二樓的唐樓單位暫住。某天，「大腦」監聽到保險業務員一個電話，保險業務員向對方說二樓住了一個六十多歲的老人，其窗花壞了可能會出意外。「大腦」認定保險業務員是自己的同行，正在設計意外去謀害他人。不久「大腦」收到「阿伯」的求救電話，但當「大腦」趕到時為時已晚，他發現「阿伯」在居住的二樓單位從窗外墜樓，受了重傷，而單位的窗花有疑似鬆脫的狀況。「大腦」立即想起早前保險業務員那個電話，認定一切都是保險業務員的殺人設計。
「大腦」決定對保險業務員進行報復，設計了一個利用汽車擋風玻璃將太陽光反射，影響司機視線，令駛過的汽車失控撞上保險業務員的計劃，將保險業務員殺死。然而，在計劃執行的過程中，突然發生日蝕，遮住了陽光，令計劃失敗。在這時，「大腦」接到「阿伯」在醫院打來的電話，他告訴「大腦」他只是忘記自己已經服藥，以致服藥過量而窗邊暈倒墜樓，並沒有人謀害他。同時他剛看到新聞，巴士意外的肇事司機已經甦醒並向警方講述意外經過，原來當時有一袋玩具皮球突然跌出馬路令巴士失控。「阿伯」突然記起，意外當晚他在行動時不小心掉了一袋玩具球，相信因此導致巴士失控，這場巴士意外是一場真正的意外，並非是人為設計。
「大腦」意識到之前保險業務員的電話，談及六十多歲老人不是「阿伯」，而是保險業務員居於大廈二樓的岳父，而大廈外牆的工程正是維修損壞的窗花。「大腦」得知自己犯了錯誤，並且這名業務員是無辜的，他趕忙跑去試圖遮住擋風玻璃，不讓陽光反射出去。業務員看到並認出了正在奔跑的「大腦」，正是剛搬到自己樓下的新住客。但當日蝕完結後，陽光在「大腦」趕到前再次射擋風玻璃，陽光反射令剛駛過的汽車失控，站在業務員身旁的妻子被失控的汽車撞死。
之後某天，當「大腦」離開租來的公寓時，業務員在樓梯間攔住並刺傷了他，問「大腦」為什麼要害他們。「大腦」在臨死前望向天空，思念著自己因交通意外身亡的妻子。

## 演員
| 演員   | 角色             |
| 古天樂 | 大腦/何国辉      |
| 任賢齊 | 陳芳洲，保險經紀 |
| 馮淬帆 | 阿伯，大腦手下   |
| 林 雪  | 胖子，大腦手下   |
| 葉 璇  | 女人，大腦手下   |
| 韓雨芹 | 陳芳洲太太       |
| 莫小奇 | 大腦太太         |
| 陳望華 | 黃仔，客戶       |
| 黎祥榮 | 黃伯，當舖老闆   |
| 劉偉鴻 | 李翔興           |
| 明德豐 | 停車場買家       |
| 杜洪生 | 包租公           |
| 呂少坤 | 雜貨店老闆       |
| 呂耀東 | 巴士司機         |
| 劉宗基 | 便裝警員         |

## 拍攝場地(部分)
- 啟德隧道、鴨寮街行人專用區、美善同道、煙廠街、弼街、安耀街、廣華街、勝利道、春秧街、渣華道、糖水道及健康東街。

## 各地電影分級制度
| 國家／地區 | 級別   |
| ---------- | ------ |
| 香港       | IIB    |
| 新加坡     | G      |
| 澳洲       | MA 15+ |

## 獎項及提名
| 頒獎典禮                   | 獎項       | 名單                         | 結果 |
| -------------------------- | ---------- | ---------------------------- | ---- |
| 第66屆威尼斯影展           | 金獅獎     | 不適用                       | 提名 |
| 第16屆香港電影評論學會大獎 | 最佳女演員 | 葉璇                         | 提名 |
| 第29屆香港電影金像獎       | 最佳編劇   | 司徒錦源、鄧力奇、銀河創作組 | 提名 |
| 第29屆香港電影金像獎       | 最佳男配角 | 馮淬帆                       | 提名 |
| 第29屆香港電影金像獎       | 最佳女配角 | 葉璇                         | 獲獎 |
| 第29屆香港電影金像獎       | 最佳剪接   | David Richardson             | 提名 |

## 工作人員
- 導演：鄭保瑞
- 編劇：司徒錦源、鄧力奇
- 監製：杜琪峯
- 出品人：莊澄
- 原創音樂：Xavier Jamaux
- 攝影指導：馮遠文 (HKSC)
- 剪接：David Richardson

## 翻拍電影
- ：2024年韓國電影，由李約燮編劇並執導。

## 外部連結
- 《意外》官方網站 （页面存档备份，存于）
- 開眼電影網上《意外》的資料（繁體中文）
- 香港影庫上《意外》的資料（繁體中文）
- 豆瓣电影上《意外》的資料 （简体中文）
- 时光网上《意外》的資料（简体中文）
- AllMovie上《意外》的资料（英文）
- 爛番茄上《意外》的資料（英文）
- 互联网电影数据库（IMDb）上《意外》的资料（英文）